# Volles Haus! Sat.1 Live
Volles Haus! Sat.1 Live war ein deutsches Fernsehmagazin, das ab dem 27. Februar 2023 auf dem Privatsender Sat.1 ausgestrahlt wurde. Die Sendung wurde montags bis freitags zwischen 16:00 und 18:00 Uhr live aus Hürth gesendet.
Aufgrund anhaltend niedriger Einschaltquoten wurde die Sendung am 13. Oktober 2023 nach 159 Episoden eingestellt.

## Geschichte
Im August 2022 kündigte Sat.1-Senderchef Daniel Rosemann eine Veränderung im Nachmittagsprogramm an. Dabei sollten die bisher im Nachmittagsprogramm beheimateten Scripted-Reality-Sendungen wie Auf Streife, Die Ruhrpottwache oder Klinik am Südring einem live produzierten Magazin weichen.
Anfang Mai 2023 wurde verkündet, dass die Sendung in den Sommermonaten um eine Stunde gekürzt wird. Als Erklärung nannte man die ständige Optimierung der Sendung.
Mitte Juni 2023 hat ProSiebenSat.1 Media mitgeteilt, dass zum 3. Juli 2023 die Produktionsfirma der Sendung Redseven Entertainment GmbH, ebenfalls eine Tochterfirma von ProSiebenSat.1, die Produktion übernimmt. Zuvor war die Flat White Productions GmbH für Volles Haus! zuständig. Flat White soll laut ProSiebenSat.1 in Zukunft weiter Factual-Entertainment-Formate für Volles Haus! produzieren.

## Inhalt
In der zweistündigen Sendung wurden neben den wichtigsten Themen des Tages auch Servicethemen und selbst produzierte Doku-Soaps gezeigt. Innerhalb des Magazins gab es weitere Sendungen, die einen festen Platz hatten. So wurde bis Juni 2023 ab ca. 16:30 Uhr die Talkshow Britt – Der Talk ausgestrahlt. Um 17:30 Uhr wurden die Regionalnachrichten von Sat.1 ausgestrahlt. Für die V.I.P.-Themen wurde das Format BUNTE live konzipiert. Dabei sprachen die Moderatoren von Volles Haus! jeweils mit einer Person aus der Redaktion des Magazins Bunte.
Die Studioeinrichtung passte sich dem Sendungstitel an, indem ein Haus mit Keller, Garage, Küche und Wohnzimmer gebaut wurde. Jeder Raum sollte dabei für ein Thema stehen, so wurden Servicethemen beispielsweise in der Garage besprochen.

## Moderation

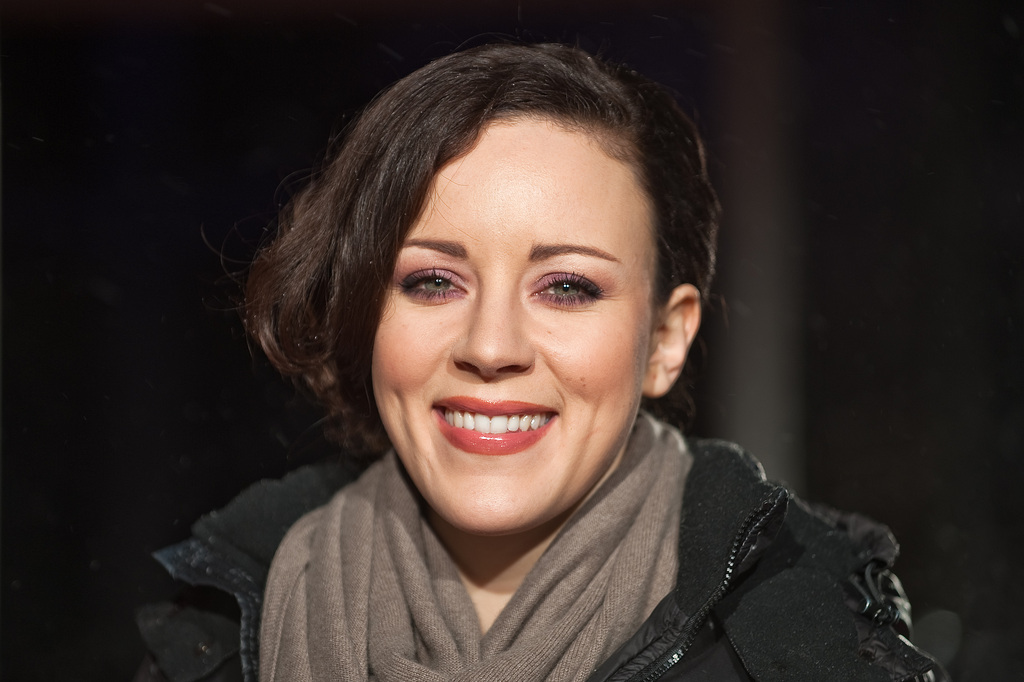
Jasmin Wagner
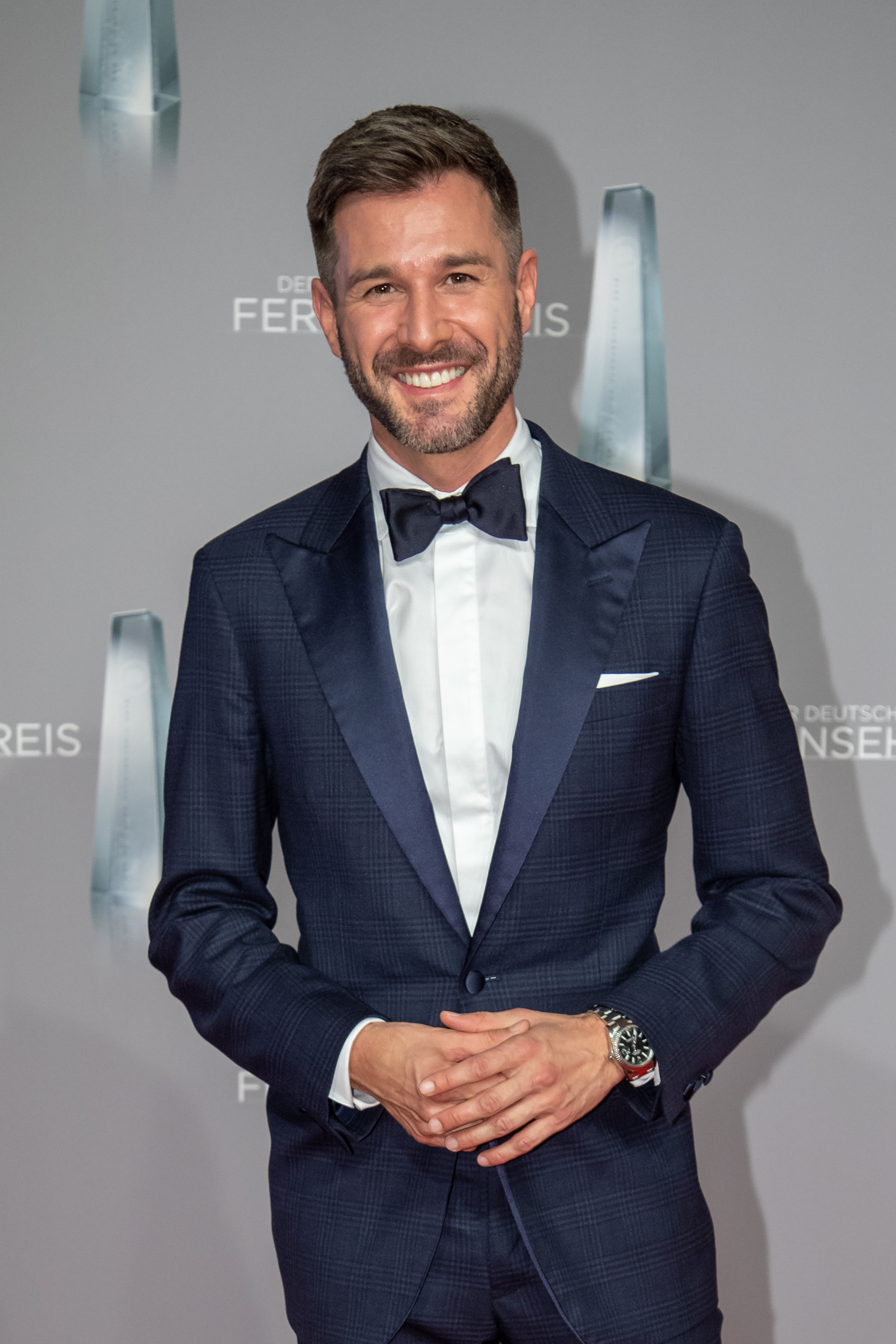
Jochen Schropp
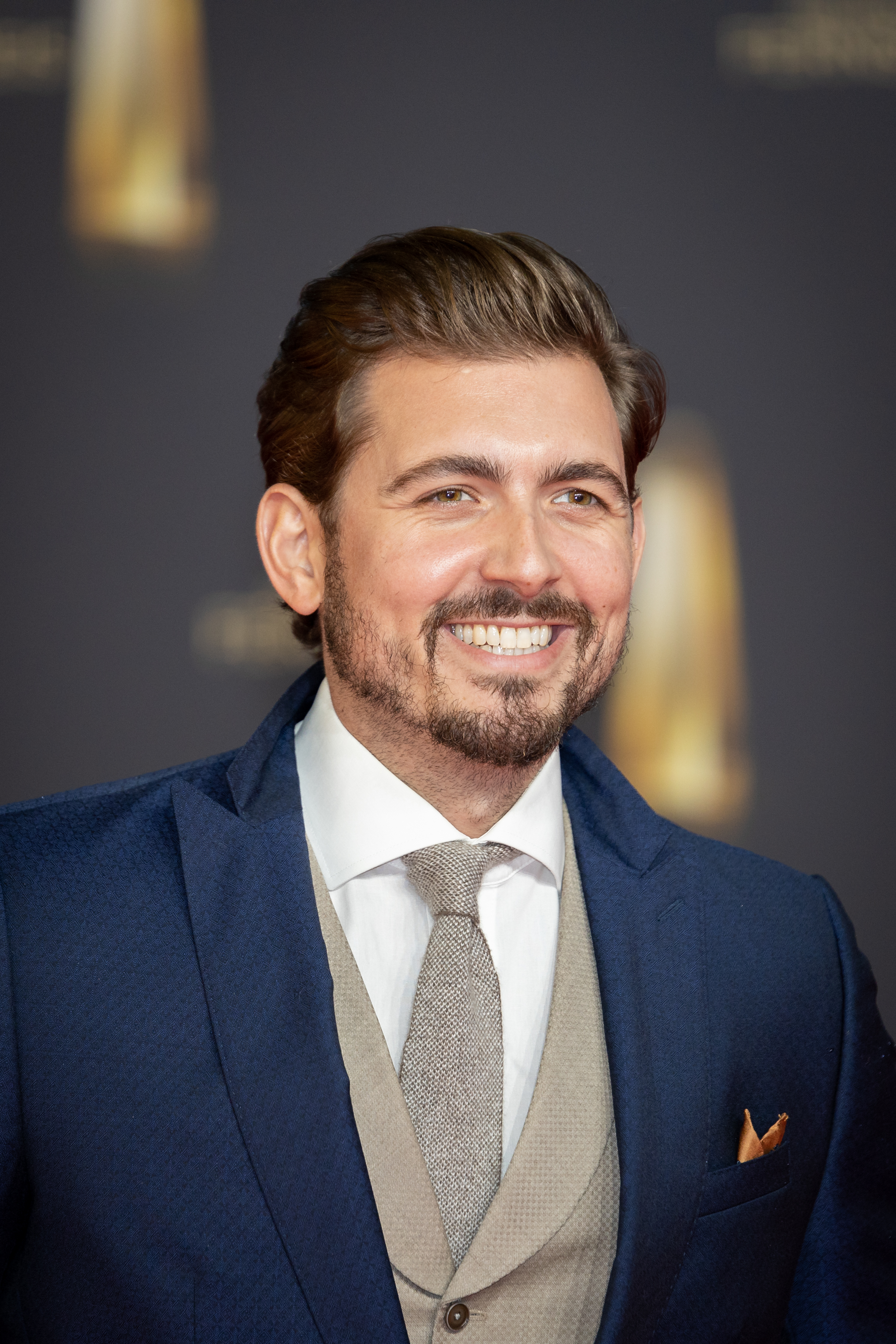
Christian Wackert
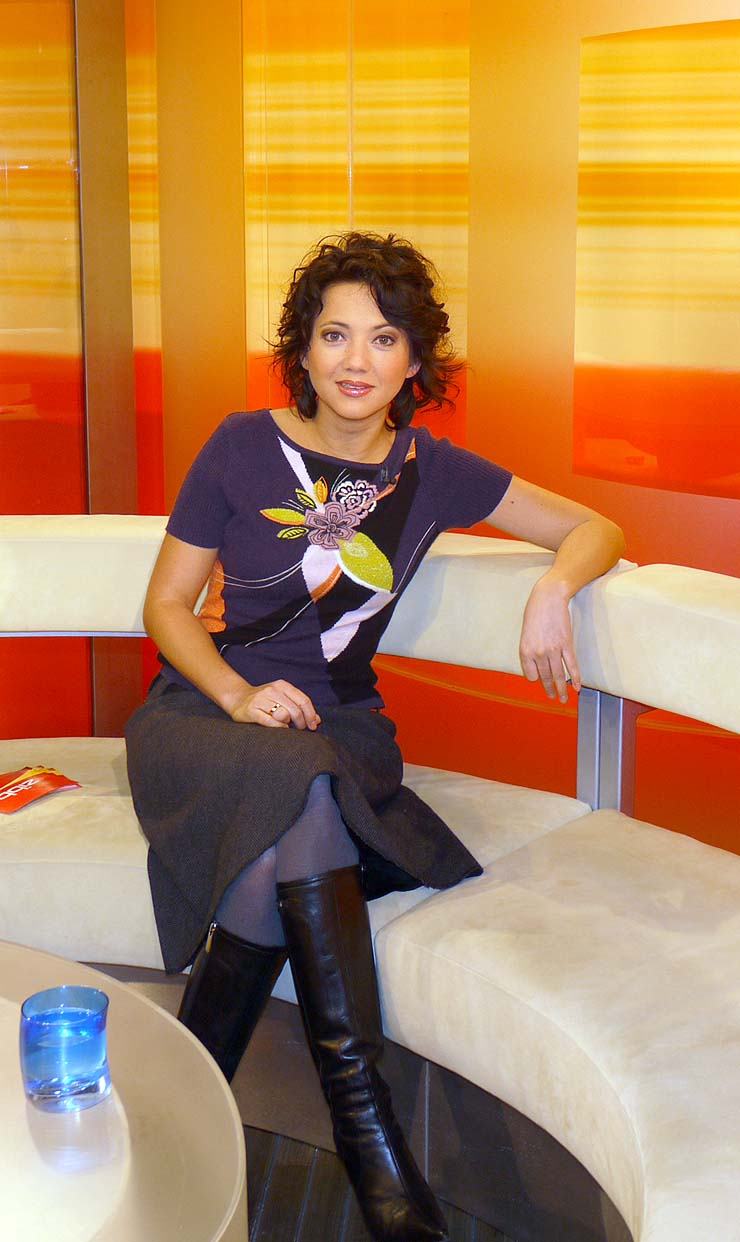
Madeleine Wehle

Als Die Alles-in-einer-Show angekündigt, wurde mit Jasmin Wagner und Jochen Schropp das Hauptmoderationsduo bekanntgegeben. Mit Christian Wackert, Britt Hagedorn und Madeleine Wehle wurde eine Woche nach dem Start der Sendung das vollständige Moderationsteam verkündet. Im April 2023 waren für einige Ausgaben Funda Vanroy und Ross Antony als Gast-Moderatoren zu sehen. Danach moderierte Vanroy die Sendung als Vertretung, ab August 2023 auch Christian Düren sowie im Oktober 2023 zudem Matthias Killing.  
Im August 2023 waren die Sat.1-Frühstücksfernsehen-Moderatoren Marlene Lufen und Daniel Boschmann für eine Woche als Gast-Moderatorenduo zu sehen. Die ebenfalls aus dem Sat.1-Frühstücksfernsehen bekannten Moderatoren Alina Merkau, Karen Heinrichs und Benjamin Bieneck waren im August und September 2023 ebenfalls als Gast-Moderatoren zu sehen. 
| Moderatoren       | Jahr(e) | Bemerkung        |
| ----------------- | ------- | ---------------- |
| Jasmin Wagner     | 2023    | Hauptmoderatorin |
| Jochen Schropp    | 2023    | Hauptmoderator   |
| Christian Wackert | 2023    | Hauptmoderator   |
| Britt Hagedorn    | 2023    | Hauptmoderatorin |
| Madeleine Wehle   | 2023    | Hauptmoderatorin |
| Funda Vanroy      | 2023    | Vertretung       |
| Christian Düren   | 2023    | Vertretung       |
| Matthias Killing  | 2023    | Vertretung       |

### Experten
Unregelmäßig waren Experten in der Sendung, die zu ihrem Expertenthema Fragen beantworteten und Ratschläge gaben.
| Aktuelle Experten   | Funktion                 | Jahr(e) |
| ------------------- | ------------------------ | ------- |
| Daniel Engelbarts   | Spar-Detektiv            | 2023    |
| Ingo Lenßen         | Experte für Rechtsfragen | 2023    |
| Katharina Saalfrank | Erziehungshelferin       | 2023    |
| Mauro Corradino     | Trödel-Experte           | 2023    |
| Charlotte Karlinder | Gesundheits-Expertin     | 2023    |
| Ross Antony         | Royal-Experte            | 2023    |